# МДП4
МДП4 — Малый Дизель-Поезд, 4-й тип — серия дизель-поездов Людиновского тепловозостроительного завода.
Разработка дизель-поезда МДП4 была начата в 1997 году по заданию МПС. В том же году были построены 4 четырехвагонных состава, предназначавшихся для пригородных пассажирских перевозок на участках с малым пассажиропотоком. Для ускорения выполнения заказа их конструкция максимально приближена к выпускаемым серийно автомотрисам АС4, а при изготовлении использовались узлы ранее выпущенных служебных дизель-поездов СДП3 и СДП4. Первые два дизель-поезда МДП4 поступили в депо Минеральные Воды Северо-Кавказской железной дороги для опытной эксплуатации, где работали на участках пригородного сообщения, ранее обслуживаемых автомотрисами АЧ2.
Основные параметры для дизель-поезда серии МДП4:
- Длина по осям автосцепок — 58 120 мм;
- Число сидячих мест — 64;
- Часовая мощность главных дизелей — 2×320 л.с.;
- Конструкционная скорость — 90 км/ч;
- Минимальный радиус проходимых кривых — 80 м;
- Ускорение до 60 км/ч — 98 с.

Дизель-поезд состоит из двух головных моторных вагонов и двух промежуточных прицепных вагонов.
Дизель-поезд оснащен четырехтактным двенадцатицилиндровым дизельным двигателем ЯМЗ-240Д мощностью 320 л.с. и гидромеханической передачей типа ГП-320. Все вагоны дизель-поезда имеют двухосную экипажную часть, диаметр колесных пар по кругу катания без износа — 1050 мм.